# Naturschutzgebiet Beringer Berg
Koordinaten: 51° 19′ 39,4″ N, 8° 20′ 10,9″ O
Das Naturschutzgebiet Beringer Berg mit einer Flächengröße von 38,07 ha liegt nördlich von Beringhausen im Stadtgebiet von Meschede. Es wurde 2020 vom Kreistag des Hochsauerlandkreises mit dem Landschaftsplan Meschede als Naturschutzgebiet (NSG) ausgewiesen. Von 1994 bis 2020 gehörte die heutige NSG-Fläche zum Landschaftsschutzgebiet Meschede.

## Gebietsbeschreibung
Beim NSG handelt es sich um großflächige Eichen- und Buchenmischwälder in einer Höhenlage zwischen 320 und 460 m. Die durchweg bewirtschafteten Wälder weisen weitgehend eine natürliche Artenkombination und diverse Verjüngungsstadien auf. Sie repräsentieren in einem großflächig zusammenhängenden Hainsimsen-Buchenwald die natürliche Klimaxgesellschaft im Landschaftslangebiet. Etwa mittig im NSG liegt die Mulde eines kaum Wasser führenden Quellbachs, der sich tief in die anstehenden milden Tonsteine eingegraben hat. Weiter westlich liegt ein stark wasserführendes Siepen, dass zur Trinkwassergewinnung genutzt wird. Ganz im Osten des wurden unterhalb der ehemaligen Klinik zwei Quellsiepen-Abschnitte ins NSG einbezogen. Darum liegen Felsbereiche. Felsen befinden sich auch in weiteren Teilen des NSG. Es gibt mehrere alte Meilerplätze im Gebiet. 
Zum Wert des NSG führt der Landschaftsplan auf: „Seine ökologische Gesamtbedeutung erhält es wesentlich durch die weitere Anwendung natürlicher Bestandsverjüngungsmethoden, wie eine nördlich des NSG gelegene Buchen-Kahlschlagfläche augenfällig verdeutlicht.“

## Schutzzweck
Zum Schutzzweck des NSG führt der Landschaftsplan auf: „Schutz eines für den Naturraum und das Plangebiet repräsentativen Bestandes der natürlichen Waldgesellschaften; damit auch Sicherung der darauf fußenden Lebensgemeinschaften in Flora und Fauna; Erhaltung eines an (tlw. auch landeskundlich interessanten) Kleinstrukturen reichen, vielgestaltigen Waldbildes, das von etlichen Fußwegen erschlossen ist und erlebt werden kann.“

## Nadelholz
Auf Teilflächen ist weiterhin Nadelholzanbau mit einem Anteil von maximal 20 % einzelstammweise, trupp-, gruppen- oder horstweise zulässig.